# Braunsapis luapulana
Braunsapis luapulana là một loài Hymenoptera trong họ Apidae. Loài này được Cockerell mô tả khoa học năm 1936.